# Тласко (Тласкала)
Тласко (исп. Tlaxco) — город и административный центр одноимённого муниципалитета в Мексике, в штате Тласкала. Численность населения, по данным переписи 2010 года, составила 14806 человек.

## Общие сведения
Название Tlaxco с языка науатль можно перевести как — место игры в мяч.